# Robert de la meilleure actrice dans un second rôle
Le prix Robert de la meilleure actrice dans un second rôle (danois : Robert Prisen for årets kvindelige birolle) est l'un des prix d'excellence décernés par la Danish Film Academy lors de la cérémonie annuelle des Roberts. 
Le prix est décerné depuis 1984. 

## Lauréats

### Années 1980
- 1984 : Mette Munk Plum - Thunderbirds
- 1985 : Aase Hansen - Twist and Shout
- 1986 : Kirsten Olesen - Elise
- 1987 : Sofie Gråbøl - Gauguin, le loup dans le soleil
- 1988 : Lene Brøndum - Pelle le Conquérant
- 1989 : Harriet Andersson - Himmel og helvede (da)

### Années 1990
- 1990 : Helle Ryslinge - Lykken er en underlig fisk (da)
- 1991 : Kirsten Olesen - Springflod (da)
- 1992 : Jessica Zanden - Freud's Leaving Home
- 1993 : Ghita Nørby - Sofie
- 1994 : Anne Marie Helger - De frigjorte
- 1995 : Rikke Louise Andersson - Nattevagten (Le Veilleur de nuit)
- 1996 : Birthe Neumann - Kun en pige (da)
- 1997 : Katrin Cartlidge - Breaking the Waves
- 1998 : Ellen Hillingsø - Sekten
- 1999 : Birthe Neumann - Festen

### Années 2000
- 2000 : Sofie Gråbøl - Den eneste ene
- 2001 : Ann Eleonora Jørgensen - Italiensk pour begyndere (Italian for Beginners)
- 2002 : Birthe Neumann - Fukssvansen
- 2003 : Paprika Steen - Open Hearts (Elsker dig for evigt)
- 2004 : Ghita Nørby - The Inheritance
- 2005 : Trine Dyrholm - Forbrydelser
- 2006 : Charlotte Fich - Drabet (Homicide)
- 2007 : Stine Fischer Christensen - Efter bryllupet (After the Wedding)
- 2008 : Hanne Hedelund - The Art of Crying
- 2009 : Sarah Boberg - To verdener

### Années 2010
- 2010 : Pernille Vallentin - Fri os fra det onde
- 2011 : Bodil Jørgensen - Mennesker Smukke
- 2012 : Charlotte Gainsbourg - Melancholia
- 2013 : Trine Dyrholm - En kongelig affære (Royal Affair)
- 2014 : Susse Wold - La Chasse
- 2015 : Danica Curcic - Stille hjerte
- 2016 : Trine Dyrholm - Lang historie kort
- 2017 : Sofie Gråbøl - Der kommer en dag (The Day Will Come)
- 2018 : Victoria Carmen Sonne - Vinterbrødre (Winter Brothers)
- 2019 : Jessica Dinnage - Den skyldige (The Guilty)

### Années 2020
- 2020 : Sofie Torp – Ser du månen, Daniel
- 2021 : Özlem Saglanmak – Shorta
- 2022 : Josephine Park – Venuseffekten
- 2023 : Lene Maria Christensen – Rose